# Detektívka
Detektívka (magyarul: Krimi) az Elán együttes ötödik nagylemeze 1986-ból, amely Csehszlovákiában jelent meg.

## Kiadásai
- 1986 LP

## Dalok
1. Tanečnice z Lúčnice (Ráž – Filan) – 2:54
2. Klasika (Baláž – Filan) – 3:17
3. Fero (Ráž – Filan) – 3:20
4. Neobzerajte sa pani Lótová (Karvaš – Filan) – 2:47
5. Musíš prísť (Baláž – Filan) – 3:16
6. Guľový blesk (Baláž – Filan) – 4:24
7. Žaba na prameni (Baláž – Filan) – 3:13
8. Sídliskový indián (Ráž – Filan) – 4:56
9. Neviditeľné dievčatá (Karvaš – Filan) – 3:33
10. Detektívka (Ráž – Filan) – 4:52
11. To nemá chybu (Karvaš – Filan) – 2:43

## Az együttes tagjai
- Jožo Ráž – basszusgitár, ének
- Jano Baláž – gitár, ének
- Martin Karvaš – billentyűs hangszerek, ének
- Václav Patejdl – szintetizátor, vokál (1, 4, 5, 7, 8, 11)
- Gabriel Szabó – dobok

Közreműködött:
- Štefan Nosáľ – pásztorsíp, vokál (1)
- J. Ťapák, P. Holík, M. Hesek – vokál (1)
- Dušan Huščava – tenorszaxofon (3)
- Anton Jaro – gitár (4)
- Ján Lauko – zenei rendező
- Ivan Jombík – hangmérnök
- Štefan Danko – producer
- Alan Lesyk – borítóterv